# 科諾佩利基
50°13′56″N 29°48′4″E / 50.23222°N 29.80111°E

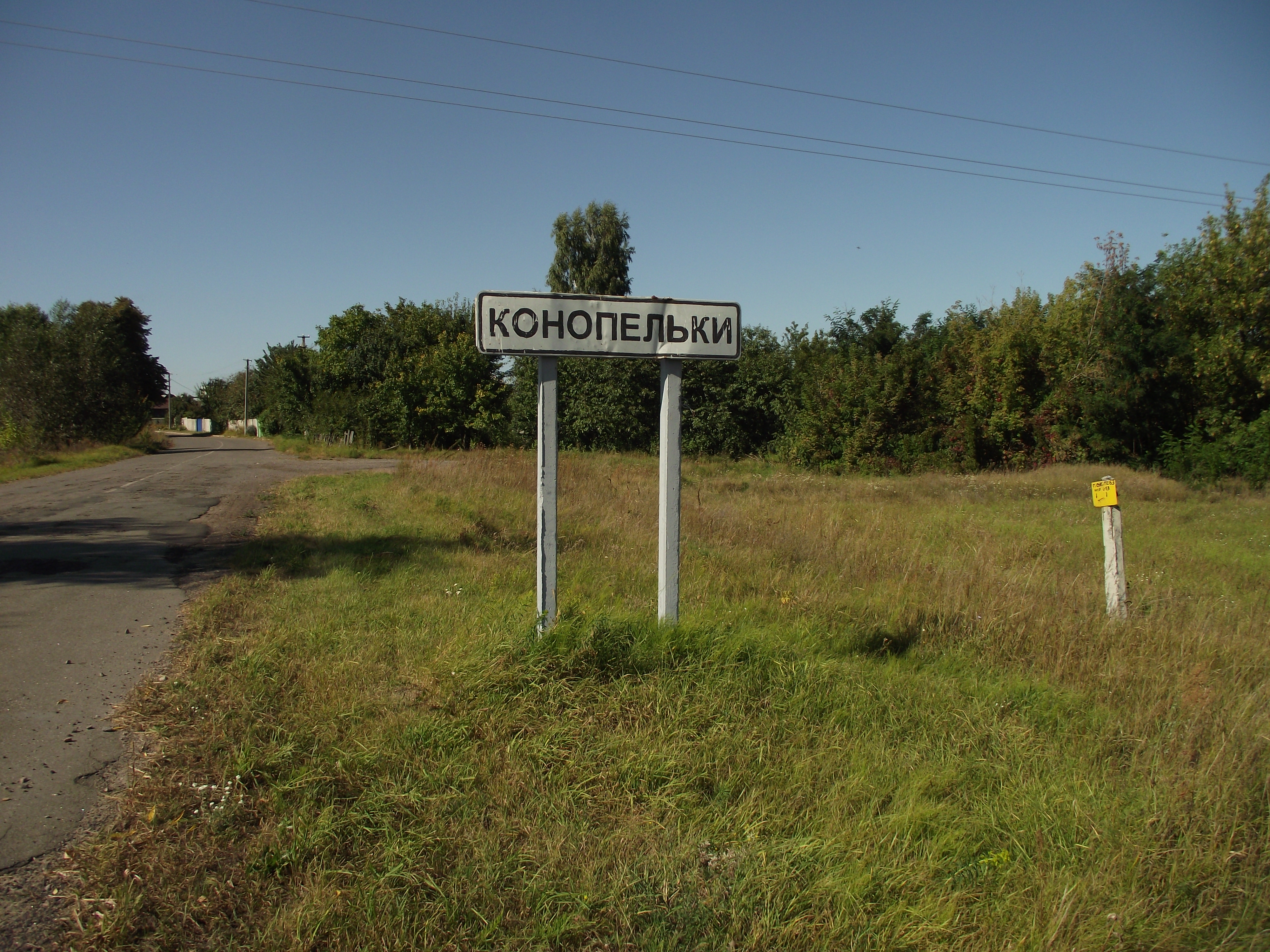

科諾佩利基（烏克蘭語：Конопельки）是位於烏克蘭北部的村莊，由基辅州法斯蒂夫區的托馬希夫卡市鎮負責管轄。該村始建於1923年，面積0.04平方公里，海拔高度168米，2001年人口9，人口密度每平方公里225人。